# Lomas del Sur
Lomas del Sur es una localidad del estado mexicano de Jalisco. Es parte del municipio de Tlajomulco de Zúñiga.

## Demografía
| Censo | Población |
| ----- | --------- |
| 2010  | 19 413    |
| 2020  | 37 146    |